# L'Étrange Affaire Angélica
Pour plus de détails, voir Fiche technique et Distribution.
L'Étrange Affaire Angélica (O estranho caso de Angélica) est un film franco-portugais, réalisé par Manoel de Oliveira, sorti en 2010 au Festival de Cannes. Le scénario du film avait été élaboré dès 1952 par le cinéaste portugais.

## Synopsis
Isaac, jeune photographe juif, réfugié dans une commune proche de Porto, est sollicité par une riche famille de notables catholiques dont l'une des filles, Angélica, vient de mourir. On lui demande de prendre une photo de la défunte, sur son lit de mort. À l'instant où il règle ses cadrages, il voit le visage de la jeune femme s'animer. Il en tombe éperdument et instantanément amoureux. De retour dans la chambre de pension où il loge, le phénomène se reproduit : sur les photographies développées, Angélica lui apparaît vivante. Désormais, elle hante également ses rêves. Envoûté, Isaac sombre alors dans une profonde mélancolie, s'isole du monde extérieur et en vient à souhaiter la mort pour lui-même.

## Fiche technique
- Titre original : O estranho caso de Angélica
- Titre français : L'Étrange Affaire Angélica
- Réalisation et scénario : Manoel de Oliveira
- Photographie : Sabine Lancelin
- Décors : Christian Marti, José Pedro Penha
- Costumes : Adelaide Trêpa
- Montage : Valérie Loiseleux
- Musique : Œuvres de Frédéric Chopin
- Production : François d'Artemare, Maria João Mayer, Luis Míñarro, Renata de Almeida, Leon Kakoff
- Sociétés de production : Les Films de l'Après-Midi, Filmes do Tejo II, Eddie Saeta, Mostra International de Cinema
- Durée : 95 minutes
- Genre : frame et fantastique
- Format : couleur / noir et blanc - 35 mm - 1,66:1 - Dolby Digital
- Pays :  Portugal,  Espagne,  France et  Brésil
- Année de réalisation : 2010
- Dates de sortie :
  - France : 13 mai 2010 (Festival de Cannes), 16 mars 2011 (sortie nationale)
  - Portugal : 28 avril 2011

## Distribution
- Ricardo Trêpa : Isaac, jeune photographe séfarade
- Adelaide Teixeira : Justina, la logeuse de la pension
- Pilar López de Ayala : Angélica
- Leonor Silveira : la mère d'Angélica
- Luís Miguel Cintra : l'ingénieur
- Ana Maria Magalhães : Clementina, l'ingénieur brésilienne
- Sara Carinhas : la religieuse, sœur d'Angélica
- Ricardo Aibéo : le mendiant
- Isabel Ruth : Criada, la domestique
- Paulo Matos : l'homme à la gabardine
- Filipe Vargas : le mari d'Angélica

## Autour du film
Ricardo Trêpa, l'interprète du personnage principal Isaac le photographe, est le petit-fils de Manoel de Oliveira, et son interprète fétiche.
Les Cahiers du cinéma l'ont placé deuxième dans leur Top 10 annuel en 2011 et dixième de leur Top 10 des années 2010-2019.